# Spartak Kiev
Le  Spartak Kiev (en ukrainien : Київ Спартак, russe : Киев Спартак) est un club féminin de handball basé à Kiev en Ukraine. Grâce à son entraîneur Igor Tourtchine, il a été le club le plus titré d'Union soviétique (20 titres) et demeure le plus grand club d'Europe avec 13 titres en Coupe des clubs champions entre 1970 et 1988. 
Depuis la chute de l'URSS et le décès de Tourtchine en 1993, le club n'est plus aussi dominant que par le passé, ne remportant que deux titres de champion d'Ukraine et ne terminant qu'une fois sur le podium depuis 2006.

## Histoire
Le 18 mai 2003, le Spartak Kiev perd en finale de la Coupe d'Europe des vainqueurs de coupe (C2) contre les handballeuses de Besançon (victoire 30-27 à l’aller puis défaite 20-15 en France).

## Palmarès

### Compétitions internationales
Le Spartak Kiev détient le plus grand nombre de victoires en Ligue des champions avec treize sacres.
- Coupe des clubs champions (C1)
  - Vainqueur  (13) : 1970[4], 1971[5], 1972[6], 1973[7], 1975[8], 1977[9], 1979[10], 1981[11], 1983[12], 1985[13], 1986, 1987, 1988
  - Finaliste : 1974[14], 1989
  - non participant : 1976, 1978, 1980 et 1984[15]
- Coupe des vainqueurs de coupe (C2) :
  - Finaliste : 1991, 2003 (battu par l'ES Besançon)
- Coupe de l'IHF (C3)
  - Finaliste : 1990 (de)

### Compétitions nationales
- Championnat d'URSS
  - Vainqueur (20) : 1969-1988
  - Vice-champion en 1967, 1990, 1991
  - Troisième en 1968, 1989
- Championnat d'Ukraine
  - Vainqueur (3) : 1992, 1996, 2000
  - Vice-champion en 1994, 1995, 1998, 1999, 2001-2004, 2006
  - Troisième en 1993, 2005 2012

## Personnalités liées au club
Parmi les joueuses de l'époque soviétique, on trouve :
- Marina Bazanova, de 1982 à 1991
- Lioubov Odinokova née Berejnaïa, de 1976 à 198x
- Lioudmyla Poradnyk née Bobrous, de 1962 à 1981
- Tetyana Hlouchtchenko, de 1973 à 1979
- Tetyana Horb, de 1981 à 1991
- Larissa Karlova, de 1975 à 1989
- Maria Litochenko, de 1969 à 1979
- Natalia Mitriouk, de 1976 à 1989
- Tetiana Kotcherhina née Makarets, de 1970 à 1981
- Lioudmyla Pantchouk épouse Kolomiets, de 1973 à 1983
- Natalia Rousnatchenko, de 1985 à 1990
- Zinaïda Tourtchyna née Stolitenko, de 1962 à 1994
- Nataliya Tymochkina née Tcherstiouk, de 1968 à 1979
- Evguenia Tovstogan, de 1983 à 1991
- Olga Zoubareva, dans les années 1970 et 1980

Parmi les joueuses de l'époque ukrainiennes, on trouve :
- Nataliya Derepasko, de 1987 (junior) à 1995
- Olena Radtchenko (en), de 1999 à 2000 et de 2005 à 2007
- Olena Tsyhytsia, jusqu'en 2000 et à partir de 2011
- Maryna Verhelyouk, de 1995 à 2003.

Parmi les autres personnalités liées au club, on trouve :
- Ihor Tourtchyne, entraîneur entre 1952 et 1993, année de son décès au cours d'un match face au Rapid Bucarest[16]
- Zinaïda Tourtchyna née Stolitenko, entraineuse en 1990 et 1994, dirigeante à partir de 1993